# Secretaría de Estado de Defensa
La Secretaría de Estado de Defensa (SEDEF) de España es el órgano superior del Ministerio de Defensa que asume la dirección, impulso y gestión de las políticas de armamento y material, la investigación, desarrollo e innovación, industrial, económica, de infraestructura, medioambiental y de los sistemas, tecnologías y seguridad de la información en el ámbito de la Defensa.
Asimismo contribuye a la elaboración y ejecución de la política de defensa y ejerce las competencias que le corresponden en el planeamiento de la Defensa.

## Historia
La SEDEF se crea con la reforma de la ley sobre defensa nacional y organización militar de 1984. La necesidad de formular una política común y una gestión coordinada de la misma para los tres ejércitos son sus razones de ser, asumiendo el planteamiento y la ejecución de la política de recursos materiales y económicos. Se estableció la estructura a través de los tres órganos directivos que hoy siguen vigentes.
En 1987 se le adscribió la Intervención General de la Defensa que fue traspasada a la Subsecretaría en 1996. Este mismo año aumentó sus competencias a las correspondientes al área de la infraestructura, ante las necesidades que había de impulsar la enajenación de los bienes inmuebles de defensa innecesarios para la vida y funcionamiento de las Fuerzas Armadas y de potenciar la política medioambiental del Departamento.
En 2010 continuó aumentando competencias al asumir aquellas sobre la gestión del patrimonio histórico militar, museos y archivos militares. De esta forma, la Subdirección General de Patrimonio Histórico-Artístico pasó a depender directamente del SEDEF. En 2012 esta subdirección general fue suprimida asumiendo sus funciones la SUBDEF.
En 2015 la Subdirección General de Tecnologías de la Información y Comunicaciones de la DIGENIN cambió su denominación a Centro de Sistemas y Tecnologías de la Información y las Comunicaciones (CESTIC) y pasó a depender directamente del SEDEF. En 2023 el CESTIC fue elevado al rango de Dirección General.

## Estructura orgánica
De la Secretaría de Estado de Defensa dependen los siguientes órganos directivos:
- La Dirección General de Estrategia e Innovación de la Industria de Defensa (DIGEID).
- La Dirección General de Armamento y Material (DGAM).
- La Dirección General de Asuntos Económicos (DIGENECO).
- La Dirección General de Infraestructura (DIGENIN).
- El Centro de Sistemas y Tecnologías de la Información y las Comunicaciones (CESTIC).

Como órganos de apoyo, asesoramiento y asistencia inmediata al Secretario de Estado de Defensa, existen un Gabinete y un Gabinete Técnico.

### Organismos adscritos
Está adscrito a la Secretaría de Estado de Defensa el organismo autónomo Instituto Nacional de Técnica Aeroespacial «Esteban Terradas» (INTA) y el Instituto de Vivienda, Infraestructura y Equipamiento de la Defensa (INVIED).
Depende también de la Secretaría de Estado de Defensa la Junta de Enajenación de Bienes Muebles y Productos de Defensa.

## Presupuesto
La Secretaría de Estado de Defensa tiene un presupuesto asignado de 6 472 585 320 € para el año 2023. De acuerdo con los Presupuestos Generales del Estado para 2023, la SEDEF participa en ocho programas:
| Nº Programa                                             | Programa                                                                           | Dotación        | Ref.   |
| ------------------------------------------------------- | ---------------------------------------------------------------------------------- | --------------- | ------ |
| 121M                                                    | Administración y Servicios Generales de Defensa                                    | 444 063 880 €   | [ 7 ]  |
| 121N                                                    | Formación del Personal de las Fuerzas Armadas                                      | 319 340 €       | [ 8 ]  |
| 122A                                                    | Modernización de las Fuerzas Armadas                                               | 246 322 660 €   | [ 9 ]  |
| 122A                                                    | a través de la Instituto de Vivienda, Infraestructura y Equipamiento de la Defensa | 118 322 660 €   | [ 9 ]  |
| 122B                                                    | Programas especiales de modernización                                              | 4 901 716 300 € | [ 10 ] |
| 122M                                                    | Gastos Operativos de las Fuerzas Armadas                                           | 362 233 320 €   | [ 11 ] |
| 122N                                                    | Apoyo Logístico                                                                    | 36 261 230 €    | [ 12 ] |
| 122N                                                    | a través de la Instituto de Vivienda, Infraestructura y Equipamiento de la Defensa | 136 298 280 €   | [ 12 ] |
| 464A                                                    | Investigación y estudios de las Fuerzas Armadas                                    | 30 540 000 €    | [ 13 ] |
| 464A                                                    | a través de la Instituto Nacional de Técnica Aeroespacial                          | 195 768 400 €   | [ 13 ] |
| 000X                                                    | Transferencias internas a través de la Instituto Nacional de Técnica Aeroespacial  | 251 000 €       | [ 14 ] |
| 000X                                                    | a través de la Instituto de Vivienda, Infraestructura y Equipamiento de la Defensa | 488 250 €       | [ 14 ] |
| Total presupuesto de la Secretaría de Estado de Defensa | Total presupuesto de la Secretaría de Estado de Defensa                            | 6 472 585 320 € |        |

## SEDEFs
El secretario de Estado de Defensa ostenta la representación del Ministerio de Defensa, por delegación del ministro, en los casos en que éste se la encomiende. La actual titular de la Secretaría de Estado de Defensa es Amparo Valcarce, desde el 11 de mayo de 2022.
- Eduardo Serra Rexach (1984-1987)
- Rafael de la Cruz Corcoll (1988-1991)
- José Miguel Hernández Vázquez (1991-1992)
- Antonio Flos Bassols (1992-1995)
- Juan Ramón García Secades (1995-1996)
- Pedro Morenés Eulate (1996-2000)
- Fernando Díez Moreno (2000-2004)
- Francisco Pardo Piqueras (2004-2007)
- Soledad López Fernández (2007-2008)
- Constantino Méndez Martínez (2007-2012)
- Pedro Argüelles Salaverría (2012-2016)
- Agustín Conde Bajén (2016-2018)
- Ángel Olivares Ramírez (2018-2020)
- Esperanza Casteleiro (2020-2022)
- Amparo Valcarce (2022-presente)